# Vaccinium brachybotrys
Vaccinium brachybotrys är en ljungväxtart som först beskrevs av Adrien René Franchet, och fick sitt nu gällande namn av Hand.-mazz. Vaccinium brachybotrys ingår i Blåbärssläktet, och familjen ljungväxter. Inga underarter finns listade i Catalogue of Life.